# عبد العزيز لادان
عبد العزيز لادان (بالإنجليزية: Abdulaziz Ladan) ولد في 7 يناير 1991 في جدة، هو عداء مسافات متوسطة سعودي. في الألعاب الأولمبية الصيفية 2012 تنافس في سباق 800 متر رجال.

## سجل المنافسة
| العام             | المسابقة                                      | المكان               | المركز            | حدث               | ملاحظة            |
| ينافس لـ السعودية | ينافس لـ السعودية                             | ينافس لـ السعودية    | ينافس لـ السعودية | ينافس لـ السعودية | ينافس لـ السعودية |
| ----------------- | --------------------------------------------- | -------------------- | ----------------- | ----------------- | ----------------- |
| 2009              | دورة الألعاب الآسيوية                         | هانوي                | 7                 | 800 م             | 1:58.07           |
| 2009              | بطولة آسيا                                    | قوانتشو              | 8                 | 800 م             | 1:53.69           |
| 2010              | بطولة آسيا للناشئين                           | هانوي                | 3                 | 800 م             | 1:48.97           |
| 2010              | بطولة العالم للناشئين لألعاب القوى 2010       | مونكتون              | 17                | 800 م             | 1:50.78           |
| 2010              | ألعاب القوى في دورة الألعاب الآسيوية 2010     | قوانتشو              | 13                | 800 م             | 1:50.39           |
| 2011              | الألعاب العربية                               | الدوحة               | 2                 | 800 م             | 1:48.91           |
| 2011              | الألعاب العربية                               | الدوحة               | 8                 | 1500 م            | 3:49.51           |
| 2012              | ألعاب القوى في الألعاب الأولمبية الصيفية 2012 | لندن                 | 23                | 800 م             | 1:48.98           |
| 2013              | بطولة آسيا                                    | بونه (مدينة)         | 2                 | 800 م             | 1:47.01           |
| 2013              | بطولة العالم لألعاب القوى 2013                | موسكو                | 8                 | 800 م             | 1:46.57           |
| 2014              | الألعاب الآسيوية                              | إنتشون (مدينة حاضرة) | 3                 | 800 م             | 1:48.85           |

## روابط خارجية
- عبد العزيز لادان على موقع الاتحاد الدولي لألعاب القوى (الإنجليزية)
- عبد العزيز لادان على موقع الدوري الماسي (الإنجليزية)
- عبد العزيز لادان على موقع اللجنة الأولمبية الدولية (الإنجليزية)
- عبد العزيز لادان على موقع أوليمبيديا (الإنجليزية)